# Christos Christu
Christos Christu (gr. Χρίστος Χρίστου; ur. 19 października 1980 w Politiko) – cypryjski polityk i radiolog, lider nacjonalistycznej partii ELAM, deputowany, kandydat w wyborach prezydenckich.

## Życiorys
Absolwent radiologii, kształcił się w technologicznym instytucie edukacyjnym TEI w Atenach. Podjął pracę jako radiolog w szpitalu ogólnym w Nikozji. W trakcie pobytu w Grecji dołączył do neofaszystowskiego ugrupowania Złoty Świt. Na Cyprze współtworzył nacjonalistyczną partię Narodowy Front Ludowy, w 2008 został jej pierwszym przewodniczącym.
W 2016 po raz pierwszy uzyskał mandat posła do Izby Reprezentantów (jako jeden z dwóch przedstawicieli swojej formacji). Z powodzeniem ubiegał się o reelekcję w wyborach w 2021.
W 2018 kandydował w wyborach prezydenckich, otrzymując w pierwszej turze głosowania 5,7% głosów (4. miejsce). Wystartował także w kolejnych wyborach prezydenckich w 2023, w pierwszej turze dostał 6,0% głosów, ponownie zajmując 4. miejsce.